# FreeCodeCamp
フリーコードキャンプ（英語: freeCodeCampあるいはFreeCodeCamp）は、アメリカ合衆国の非営利団体。
Web開発を誰でも簡単に学習できることを目的としており、学習用ウェブプラットフォーム、オンラインのコミュニティフォーラム、チャットルームの提供、オンラインの出版物の発行を行う地域組織からなっている。
HTML、CSS、JavaScriptを学ぶチュートリアルなどがある。また、YouTubeチャンネルも運営しており、2023年現在チャンネル登録者数は740万人を超えている。

## レセプション
freeCodeCampのプラットフォームは、毎月約35万人が利用しており、160カ国以上の学習者が利用している。
freeCodeCampには、国際的なコミュニティが運営するグループがあり、生徒が直接交流することができる。一部のグループは、今後10年間に推定されるプログラミング関連の仕事の空白を埋めるために、freeCodeCampをプログラミング入門の場として、地元の報道媒体で紹介されたこともある。